# Billy Kirton
William John „Billy“ Kirton (* 2. Dezember 1895 in Newcastle upon Tyne; † 27. September 1970 in Royal Sutton Coldfield) war ein englischer Fußballspieler.

## Sportlicher Werdegang
Als Mitglied der Abstinenzbewegung spielte Kirton zunächst für Abstinenzvereine, ehe der Stürmer sich 1919 bei Wiederaufnahme des Ligaspielbetriebs in der Football League dem Zweitdivisionär Leeds City anschloss. Der Ligaverband schloss den Klub jedoch während der laufenden Spielzeit 1919/20 aus der Meisterschaft aus, die Spieler konnten anschließend von anderen Klubs im Oktober 1919 zur Finanzierung der Schulden ersteigert werden. Kirton kam daraufhin zum Birminghamer Klub Aston Villa, der 500 Pfund Sterling für ihn bezahlte und zudem seinen Mannschaftskameraden Jack Hampson erwarb. Bei seinem neuen Klub avancierte er in der First Division zum Stammspieler und erreichte mit der von George Ramsay trainierten Mannschaft das Endspiel im Wettbewerb um den FA Cup 1919/20. Im in die Verlängerung gehenden Finalspiel gegen Huddersfield Town erzielte er in der 110. Spielminute den einzigen Treffer und führte den Klub damit zum sechsten Titelgewinn der Vereinsgeschichte. Im folgenden Herbst wurde er für die englische Nationalmannschaft berücksichtigt. Bei seinem einzigen Länderspiel einem 1:1-Unentschieden gegen Irland erzielte er den englischen Treffer. Im FA Cup 1923/24 stand er ein zweites Mal mit dem Klub im Finalspiel, dieses Mal setzte sich Newcastle United nach Treffern von Neil Harris und Stan Seymour mit 2:0 durch. 
1928 wechselte Kirton zu Coventry City in die Third Division South, zog aber zum Karriereausklang bald zu den im Non-League Football der Birmingham & District League Kidderminster Harriers weiter.